# Bunny Bricks
Bunny Bricks is een computerspel dat werd ontwikkeld en uitgegeven door Silmarils. Het spel werd uitgebracht in 1992. Het spel gaat over een konijn "Bunny" die zijn vriendin moet redden, die is ontvoerd door een aap. Hij moet 30 schermen overbruggen om weer bij haar te komen. Bunny blinkt uit in honkbal en kan met zijn knuppel door muren heen slaan.

## Platforms
| Jaar | Platform                     |
| ---- | ---------------------------- |
| 1992 | Amiga, Amstrad CPC, Atari ST |
| 1993 | DOS                          |

## Ontvangst
| Beoordeeld door      | Platform | Datum         | Score |
| -------------------- | -------- | ------------- | ----- |
| Amiga Format         | Amiga    | december 1992 | 78%   |
| Amiga Action         | Amiga    | december 1992 | 67%   |
| ACAR                 | Amiga    | februari 1993 | 49%   |
| PC Games (Duitsland) | DOS      | februari 1993 | 45%   |
| CU Amiga             | Amiga    | januari 1993  | 42%   |
| Amiga Power          | Amiga    | december 1992 | 36%   |
| The One Amiga        | Amiga    | december 1992 | 35%   |
| Power Play           | Amiga    | december 1992 | 33%   |
| ST Format            | Atari ST | januari 1993  | 25%   |
| Amiga Joker          | Amiga    | december 1992 | 12%   |